# Campionat del Món de Clubs de futbol 2007
El Campionat del Món de Clubs de la FIFA de 2007 és una competició de futbol que se celebrà al Japó entre els dies 7 i 16 de desembre de 2007.
Els equips de futbol que resulten campions a cadascuna de les sis confederacions de la FIFA juguen un torneig amb eliminatòries a partit únic. En aquesta edició s'hi afegeix el campió de la Lliga japonesa de futbol. Hi ha una eliminatòria prèvia que enfrontara el campió japonès i el campió de la Confederació de Futbol d'Oceania. Els partits de quarts de final enfronten els equips de la Confederació Asiàtica de Futbol (AFC), la Confederació Africana de Futbol (CAF), la CONCACAF i el guanyador de l'eliminatòria prèvia. Els campions dels tornejos de la UEFA i la Confederació Sudamericana de Futbol (CONMEBOL) passen directament a les semifinals. Els perdedors dels quarts de final es juguen el cinquè lloc, mentre que els perdedors de les semifinals es juguen el tercer lloc.
El torneig el va guanyar l'AC Milan, que va guanyar el Boca Juniors a la final.

## Equips classificats
Els següents equips es van classificar per al torneig durant el 2007:
| Urawa Reds       | guanyador de la Lliga de Campions d'Àsia 2007 de la Confederació Asiàtica de Futbol    |
| AC Milan         | guanyador de la Lliga de Campions 2006-2007 de la UEFA                                 |
| Pachuca          | guanyador de la Copa de Campions de la CONCACAF 2007 de la CONCACAF                    |
| Étoile du Sahel  | guanyador de la Lliga de Campions d'Àfrica 2007 de la Confederació Africana de Futbol  |
| Boca Juniors     | guanyador de la Copa Libertadores 2007 de la Confederació Sudamericana de Futbol       |
| Waitakere United | guanyador del Campionat de Clubs d'Oceania 2007 de la Confederació de Futbol d'Oceania |
| Sepahan          | guanyador de la Lliga japonesa de futbol 2007 *                                        |

* Com que no poden competir dos equips del mateix país, els Sepahan FC competiran com a equip del país organitzador i disputaran l'eliminatòria prèvia contra els Waitakere United, mentre que els Urawa Red Diamonds passen directament a jugar els quarts de final.

## Resultats
|  |                           |                        |                           |          | Quarts de final         | Quarts de final         |   |  | Semifinals | Semifinals |  |  | Final                     | Final |
|  |                           |                        |                           |          |                         |                         |   |  |            |            |  |  |                           |       |
|  |                           |                        |                           |          | 9 de desembre - Tòquio  |                         |   |  |            |            |  |  |                           |       |
|  |                           |                        |                           |          |                         |                         |   |  |            |            |  |  |                           |       |
|  | Étoile du Sahel           | 1                      |                           |          |                         |                         |   |  |            |            |  |  |                           |       |
|  | Étoile du Sahel           | 1                      | 12 de desembre - Tòquio   |          |                         |                         |   |  |            |            |  |  |                           |       |
|  |                           |                        | Pachuca                   | 0        |                         |                         |   |  |            |            |  |  |                           |       |
|  | Étoile du Sahel           | 0                      | Pachuca                   | 0        |                         |                         |   |  |            |            |  |  |                           |       |
|  | Étoile du Sahel           | 0                      | Prèvia                    |          |                         |                         |   |  |            |            |  |  |                           |       |
|  |                           |                        | Boca Juniors              | 1        |                         |                         |   |  |            |            |  |  |                           |       |
|  | Sepahan FC                | 3                      | Boca Juniors              | 1        |                         |                         |   |  |            |            |  |  |                           |       |
|  | Sepahan FC                | 3                      | 16 de desembre - Yokohama |          |                         |                         |   |  |            |            |  |  |                           |       |
|  | Waitakere United          | 1                      |                           |          |                         |                         |   |  |            |            |  |  |                           |       |
|  | Waitakere United          | 1                      | Boca Juniors              | 2        |                         |                         |   |  |            |            |  |  |                           |       |
|  | 7 de desembre - Tòquio    | 7 de desembre - Tòquio | Boca Juniors              | 2        | 10 de desembre - Toyota | 10 de desembre - Toyota |   |  |            |            |  |  |                           |       |
|  | 7 de desembre - Tòquio    | 7 de desembre - Tòquio |                           | AC Milan | 10 de desembre - Toyota | 10 de desembre - Toyota | 4 |  |            |            |  |  |                           |       |
|  |                           |                        | Sepahan FC                | AC Milan | 1                       |                         | 4 |  |            |            |  |  |                           |       |
|  | 13 de desembre - Yokohama |                        | Sepahan FC                |          | 1                       |                         |   |  |            |            |  |  |                           |       |
|  |                           | Urawa Red Diamonds     | 3                         |          |                         |                         |   |  |            |            |  |  |                           |       |
|  | Urawa Red Diamonds        | Urawa Red Diamonds     | 3                         | 0        |                         |                         |   |  |            |            |  |  |                           |       |
|  | Urawa Red Diamonds        |                        | Tercer lloc               | 0        |                         |                         |   |  |            |            |  |  |                           |       |
|  |                           |                        | AC Milan                  | 1        |                         |                         |   |  |            |            |  |  |                           |       |
|  | Étoile du Sahel           | 2(2)                   | AC Milan                  | 1        |                         |                         |   |  |            |            |  |  |                           |       |
|  | Étoile du Sahel           | 2(2)                   |                           |          |                         |                         |   |  |            |            |  |  |                           |       |
|  | Urawa Red Diamonds        | 2(4)                   |                           |          |                         |                         |   |  |            |            |  |  |                           |       |
|  | Urawa Red Diamonds        | 2(4)                   |                           |          |                         |                         |   |  |            |            |  |  |                           |       |
|  |                           |                        |                           |          |                         |                         |   |  |            |            |  |  | 16 de desembre - Yokohama |       |